# Ruricius
Ruricius (circa 440 - circa 510) was bisschop van Limoges vanaf het jaar 485 tot zijn dood. Van hem zijn een 80-tal brieven bekend, verzameld in de Patrologia Latina (19e eeuw).

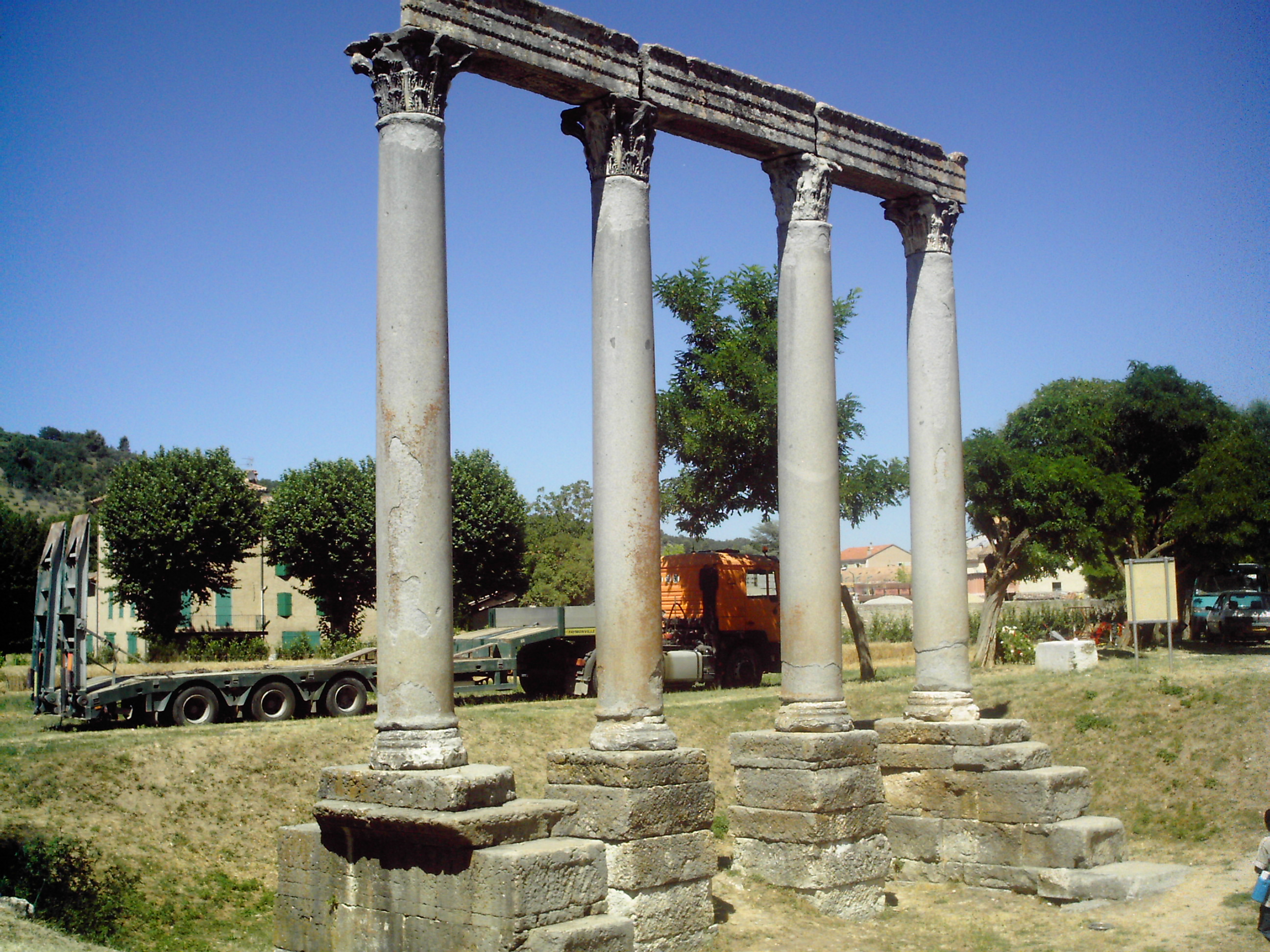
Romeins gebouw in Riez; hier trad de begoede Ruricius in het klerikale ambt.

Ruricius behoorde tot de laatromeinse ambtsadel in Gallië. Hij was gehuwd en had meerdere kinderen. Onder invloed van zijn vriend Faustus van Riez trad hij in de clerus. Het centrale gezag van het West-Romeinse rijk was weggevallen (476) en Ruricius beschreef de overgang naar het Visigotenrijk in Aquitanië. Uit zijn brieven blijkt een drukke correspondentie met Sidonius Appollinaris en met de bisschoppen Caesarius van Arles, Avitus van Vienne en Magnus Felix van Pavia; verschillende bestemmelingen van zijn brieven blijven vandaag onbekenden. 
Om onduidelijke reden stuurde de Visigotenleider Alarik II hem weg uit Limoges (505). Aan het concilie van Agde (506) nam Ruricius niet deel, alhoewel hij waarschijnlijk nog in leven was. Na de slag bij Vouillé (507) trokken de ariaanse Visogothen zich terug richting Spanje en kwamen de katholieke Franken in de plaats.